# La valle fantasma
La valle fantasma (La vallée fantôme) è un film del 1987 diretto da Alain Tanner.